# Три тіла
Три тіла - Шаріра Трая (санскрит शरीर त्रय[недоступне посилання з липня 2019], IAST:śarīra traya IAST) — доктрина в індуїзмі, згідно з якою людська істота складається з трьох тіл. Ці тіла часто ототожнюються з п'ятьма
кошами – оболонками, які охоплюють
Атман. Доктрина трьох тіл є важливим вченням в індійській філософії і релігії, особливо в
йозі, адвайта-веданті та у тантрах.

## Грубе тіло
Товсте тіло, чи Стхула шаріра (shthūla-śarira IAST) — це Анатман (Anātman IAST), буквально — не-Атман, не-Я, не-душа — тіло позбавлене духовності і індивідуальності, без вічної душі. Товсте або фізичне тіло - це форма, в якій людина їсть, дихає і рухається. Воно є інструментом отримання досвіду для
Джива, прикріпленою до тіла, яка за допомогою
Ахамкара використовує зовнішні і внутрішні органи чуття і дій. У активному стані Джива ототожнюючи себе з тілом насолоджується зовнішніми об'єктами.
Товсте тіло відповідає за контакт людини з зовнішнім світом і складається з
п'яти елементів, які людина отримує при народженні та втрачає при смерті (ефір, повітря, вогонь, вода, земля). Особливостями, притаманними товстому тілу, є:
- Самбгава (सम्भव[недоступне посилання з липня 2019] sambhava IAST) — народження
- Хара (जर[недоступне посилання з липня 2019] jara IAST) — старість, старіння
- Марана (मरण [Архівовано 5 жовтня 2015 у Wayback Machine.]maraṇa IAST) — смерть
- Стан активності[2]

У ведантійській схемі п'яти оболонок (коша) Атмана товсте тіло відповідає харчовому тілу (аннамайя кіш).

## Тонке тіло
Тонке тіло або Сукшма шаріра (sūkṣma-śarīra IAST) є тілом розуму і життєвої енергії, які підтримують фізичне тіло і роблять його живим. 
Тонке тіло, складається з вісімнадцяти елементів:
- буддгі
- аганкара
- манас
- десять індрій (indriya IAST) — п'ять органів знання (почуттів) (джняна індрії) (вухо – слух, шкіра – дотик, очі – зір, язик – смак, ніс –  нюх) і п'ять органів дій (карма індрії) (рот – мова, руки - хапання, нога –  пересування, анус – виділення, статеві органи – народження).
- п'ять танматр

Тонке тіло не руйнується після смерті, а переходить в нове втілення. Воно корелюється з трьома кошами Атмана - життєвих подихів (пранамайя), манас (маномайя) та свідомість (віджнянамайя).

## Каузальне тіло
Каузальне тіло (тіло причинності, кармічне тіло) або Карана шаріра
(kāraṇa-śarira IAST) —  тіло в якому свідомість повертається до своїх витоків. Воно містить життєвий досвід і в нього «записується» карма. Тіло причинності містить причини всіх вчинків людини. У ньому є всі людські якості в зародковому стані. 
Потім, в тонкому тілі відбувається прояв того, що знаходиться в причинному тілі. Потім, в товстому фізичному людина знаходить істину, реальність, переживання і усвідомлення. Причинне тіло, як і тонке, теж супроводжує переродження душі. Корелюється з анандамайя коша.